# 자딘성 (요새)

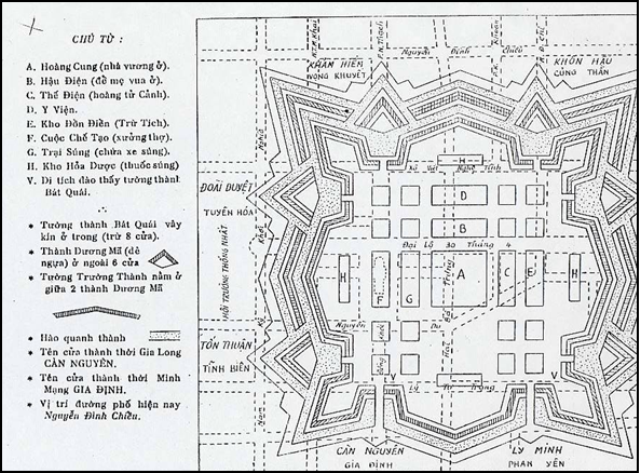
요새의 원형 설계도

자딘성(베트남어: Thành Gia Định / 城嘉定, IPA: /tʰɐn˨˩ za dɪn˨/) 또는 사이공성(베트남어: Thành Sài Gòn)은 1790년에 축조되고 1859년 2월에 파괴된 베트남의 사이공(현재의 호찌민시)에 구축된 별 모양의 요새이다. 코친차이나의 식민지화 과정에 프랑스 해군의 포격에 의하여  파괴되었다. 이 요새에서 파괴 전 딱 한번 전쟁을 치렀는데, 1833년에 응우옌 왕조 2대 황제 민망 황제에 대항한 레반코이의 반란으로 함락되었다. 1835년 민망 황제는 레반코이의 반란에 대한 보복으로 자딘성의 파괴를 명하였고, 그 후 같은 장소에 새로운 요새를 구축하지만, 수로에서의 포격 종사에 여지가 있는 형태였다.
18세기 베트남에서는 후레왕조의 황제가 실권을 잃었고, 베트남 북부의 찐가문과 베트남 남부의 응우옌 가문(꾸엉남 응우옌씨)으로 정권이 대립된 상태였다. 응우옌 가문의 폭정에 의하여 1771년 빈딘에서 떠이선의 난이 일어났는데, 응우옌 가문이 효율적으로 반란을 진압하지 못하자 찐 가문은 좋은 기회라고 판단, 남하하여 수도를 함락시키고 사이공을 함락시켜 왕족 대부분이 살해당하였다. 그 후 꾸엉남 응우옌씨의 생존자 응우옌아인은 시암의 국왕과 프랑스 선교사의 도움을 받아 떠이선 왕조에 항쟁하였고, 1789년 사이공을 점령하였다. 1790년 프랑스 장교의 지시 아래에 사람들을 동원하여 사이공에 자딘성을 축조하였는데, 그 이후 떠이선 왕조는 남부 베트남을 다시 공격하지 못하였고, 응우옌아인(자롱 황제)은 이 지역의 군사상 보호 근거지를 마련하였다. 응우옌아인은 이곳을 통하여 정부를 구축하고 1802년 베트남 통일전쟁에 그의 권력을 강화하였으며, 결국 가륭제로써 황제의 자리에 오르게 되었다.

## 축조
프랑스 예수회 선교사 피뇨 드 비엔(Pigneau de Behaine)으로부터 발탁된 프랑스 장교들은 응우옌아인의 군사들을 훈련하고 그들의 전법을 소개하였다. 응우옌아인의 첫 번째로 한 행동 중의 하나는 프랑스 장교에게 사이공에 근대 유럽양식의 요새를 설계와 축조를 감독을 부탁하는 것이었다. 요새는 테오도르 르브룅(Theodore Lebrun)에 의해 설계되었고 올리비에 드 퓌마넬(Olivier de Puymanel)은 축조를 담당하였다. 30,000명의 사람에 의해 1790년 축조가 완료되었는데, 마을 사람들과 중국 관리는 일을 위해 막대한 세금이 부가되었고, 지나친 노동으로 반란을 자극하였다.

## 구조
돌과 흙으로 축조된 능보식 요새의 최종적인 둘레는 4,176 m (13,700 ft)로 측정된다. 이 요새는 응우옌 왕조가 편찬한 대남실록(大南實錄)에는 중국 양식으로 연꽃의 8각형 형태와 8개의 문으로 묘사되어 있다. 하지만, 이러한 기록은 글자 뜻대로보다는 비유적인 뜻이 강하게 적힌 것이다. 퓌마넬(Puymanel)과 장마리 다요(Jean-Marie Dayot)이 1799년과 1815년에 그린 사이공의 지도들은 각각 네모난 꼴의 구조와, 모서리에 있는 4개의 주된 능보와, 외부의 6개의 절반의 능보를 보여준다. 루이 마에레(Louis Malleret)는 "이러한 8각형의 디자인은 어디서도 볼 수 없다."라고 말했다.
프랑스인의 지도에서 제시한 구조는 각각의 국가에 대한 무역 거래를 위해 1820년대 사이공을 방문한 영국인과 미국인의 기록으로도 확증된다. 영국의 무역 특사 존 크로퍼드(John Crawfurd)는 "내 추측에는, 기다란 사각의 측면은 아마도 길이가 3분의 4마일의 겉모습으로 보아 사이공의 요새는 하나의 평행사변형 양식이다."라고 서술하였고, 남부 베트남에 영국 동인도 회사에서 무역 사절단의 일원으로 방문한 자연주의자이자 외과의사인 조지 핀레이슨(George Finlayson)은 요새를 "사각형 형태이고, 각각의 측면에서 반 마일 정도이다."라고 묘사하였다. 미국의 무역 특사로 방문한 미국군의 존 와이트(John White) 중위는 8개의 문에서 오직 4개의 문만 보았다고 주장하였으나 크로퍼드는 "4개의 주요 출입구를 제외한 것을 포함하여, 성문은 4개의 대문과 여러 개의 작은 문들로 구성되어 있다."라고 서술하였다. 크로퍼드가 본 작은 성문 4개는 보방의 성채의 형태를 지고 있었다.

## 프랑스의 침공과 파괴

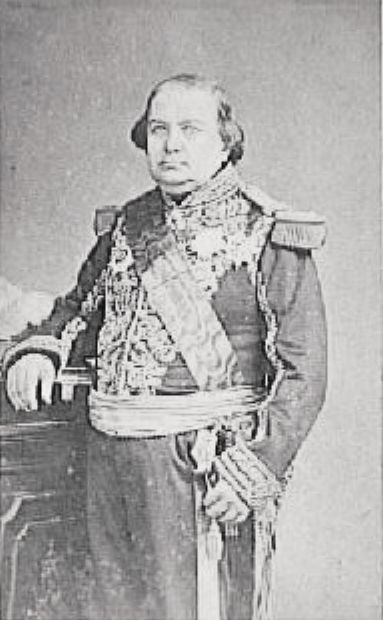
리고 드 주누이는 1859년 성을 함락했다

베트남의 식민지화 과정은 1858년 프랑스- 스페인 군이 베트남 중부의 다낭에 상륙하여 수도인 후에로 진격하려고 시도하면서 시작되었다. 발이 묶에게 이후, 그들은 방어가 덜 심한 사이공을 목표로 남쪽으로 항해해 갔다. 남부의 공세는 1859년 2월 10일 해군의 붕타우 포격으로 시작되었다. 6일 만에 연합군은 12개의 베트남 해군 방어진을 무력화시키고, 3개의 강 방어선을 돌파했다. 그후 그들은 사이공강을 따라 사이공성 어귀로 항해하여 가까운 거리에서 해군의 대포로 포격을 시작했다.  요새에는 1,000명의 병력이 있었고, 1만 명의 방어병력이 1년동안 먹을 충분한 식량이 비축되어 있었다.
1859년 2월 17일, 프랑스 군함은 대포로 성을 포격했다. 이 공격은 대부분의 베트남 대포가 설치되어 있는 요새의 남동쪽 구석에 집중되었다. 베트남 포수 지휘관은 잘못 계산하여 지나치게 높은 각도로 발사하여 대포를 제대로 쏘지 못했다. 대포는 쉽게 조정되지 않았고 따라서 베트남 화력은 제대로 된 위력을 발휘하지 못했다. 10시경, 데 팔리에레 대위가 300명의 프랑스군을 이끌고 보병 공격을 시작했다. 강에서 포병 지원 하에 그들은 대나무 사다리를 이용하여 성벽을 올라갔다. 수비군들은 이런 전략에 경계를 놓쳤고, 많은 병사들이 혼란스럽게 도망을 갔다.

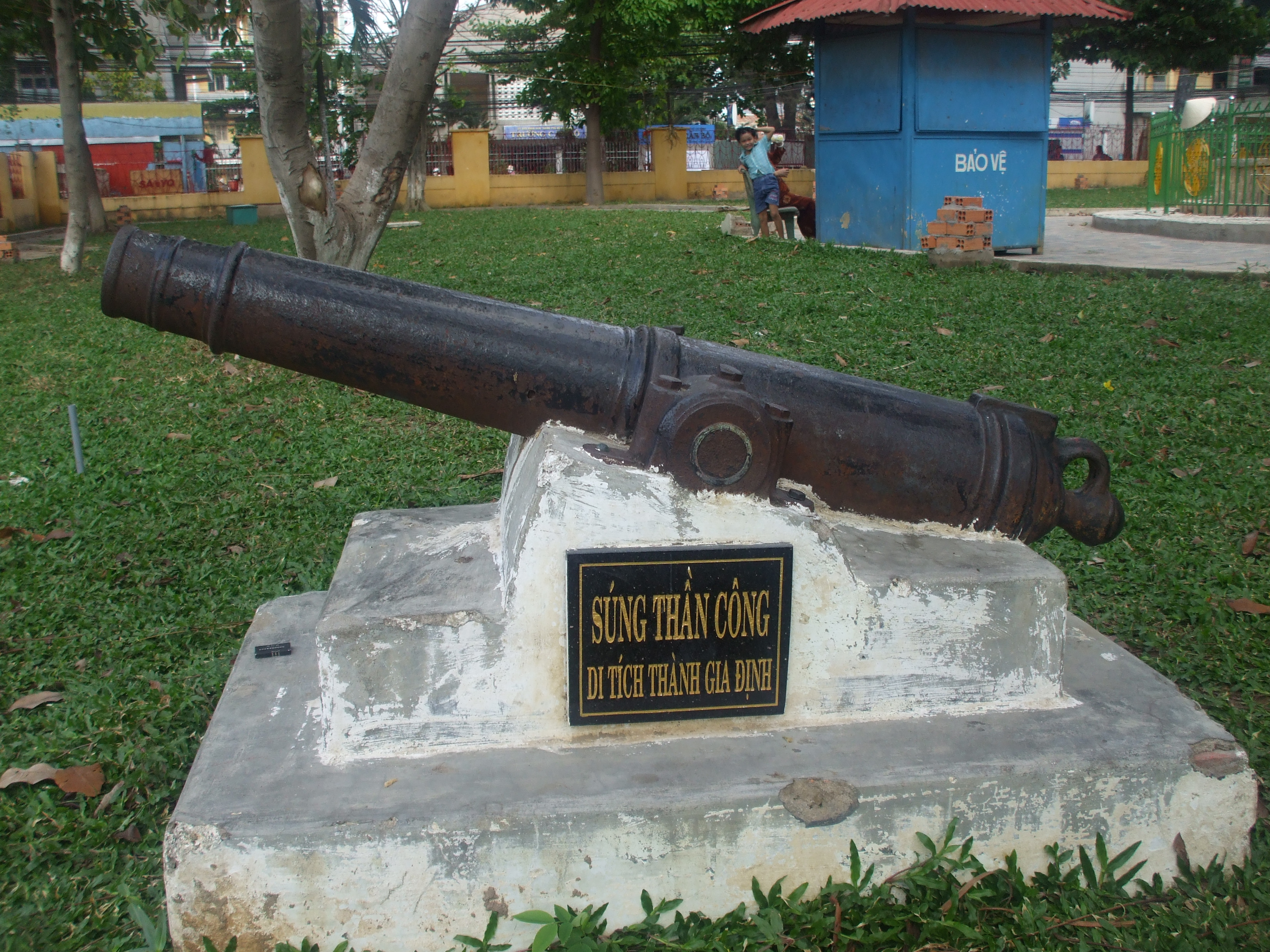
사이공 성에 남아 있는 당시의 대포

베트남 수비 병력 대부분은 성의 동문에 집중되어 있었는데, 그곳에서 그들은 프랑스와 완강히 싸웠다. 리고 드 주누이는 500명의 프랑스 군대를 이끌고 7시간 동안 전투를 벌였으며 요새를 너무뜨리는데 폭발물을 사용했다. 14:00에 프랑스는 요새를 장악했다. 2시간 후에, 드 지누이는 요새를 프랑스 군의 새로운 총 본부로 선언했다. 프랑스군은 큰 조병창을 탈취했다. 이곳에는 200개 이상의 대포, 총기, 권총과 검, 탄약 100톤, 쌀 8만 톤, 현금 130,000 프랑 등 2만개의 휴대 무기가 포함되었다. 탄산염, 탄과 유황도 탈취했다. 베트남의 물자 손실은 약 2천만 프랑으로 추산되었다. 요새 사령관은 다른 마을로 도망을 친 후에 자살했다.
베트남 측은 증원군을 보내 요새를 수복하려 했다. 빈롱과 미토가 각각 1,800명과 800명의 병력을 보냈지만, 프랑스 포격으로 인해 현장에 미치지 못했다. 이들은 프랑스와 싸우기 위해 5,800명의 강한 현지 자경대를 남겼다. 이들 자경대는 성 근처에서 잠복한 프랑스 순찰대와 교전을 벌였을 뿐만 아니라 목표 가까이에 개활지를 만들기 위해 현지 주민들을 피난시켰다. 현지 자경대는 식량과 자원을 그들에게 공급한 부유한 남부 지주들로부터 도움을 받았다.
성을 점거하고 있던 프랑스군은 곧 군대 전개에 게릴라 공격으로 나갔다. 드 지누이는 중부 베트남으로 군대 일부를 철수시키기로 결정했다. 게다가, 프랑스 군의 내륙 위치 설정은 기술적 우위를 약화시켰다. 그 결과, 프랑스군을 대피시켰고 요새를 파괴하기로 결정했다. 이것이 시행된 것은 3월 8일이었고, 드룰레드 대위는 폭발물 32 상자를 썼다. 그는 또한 성을 방화하여 식량고와 무기류 그리고 탄약을 불태웠다. 그 결과 발생된 화재로 3년 동안 연기를 피웠다는 믿기지 않는 주장도 있다. 프랑스군은 베트남 중부로 복귀하기 전에 시외로 철수했다.